# 弓ヶ浜半島
弓ヶ浜半島（ゆみがはまはんとう）は、本州の日本海側、鳥取県西端部に位置する半島である。弓浜（）半島、夜見ヶ浜（）半島、五里ヶ浜（）半島とも呼ばれる。

## 概要

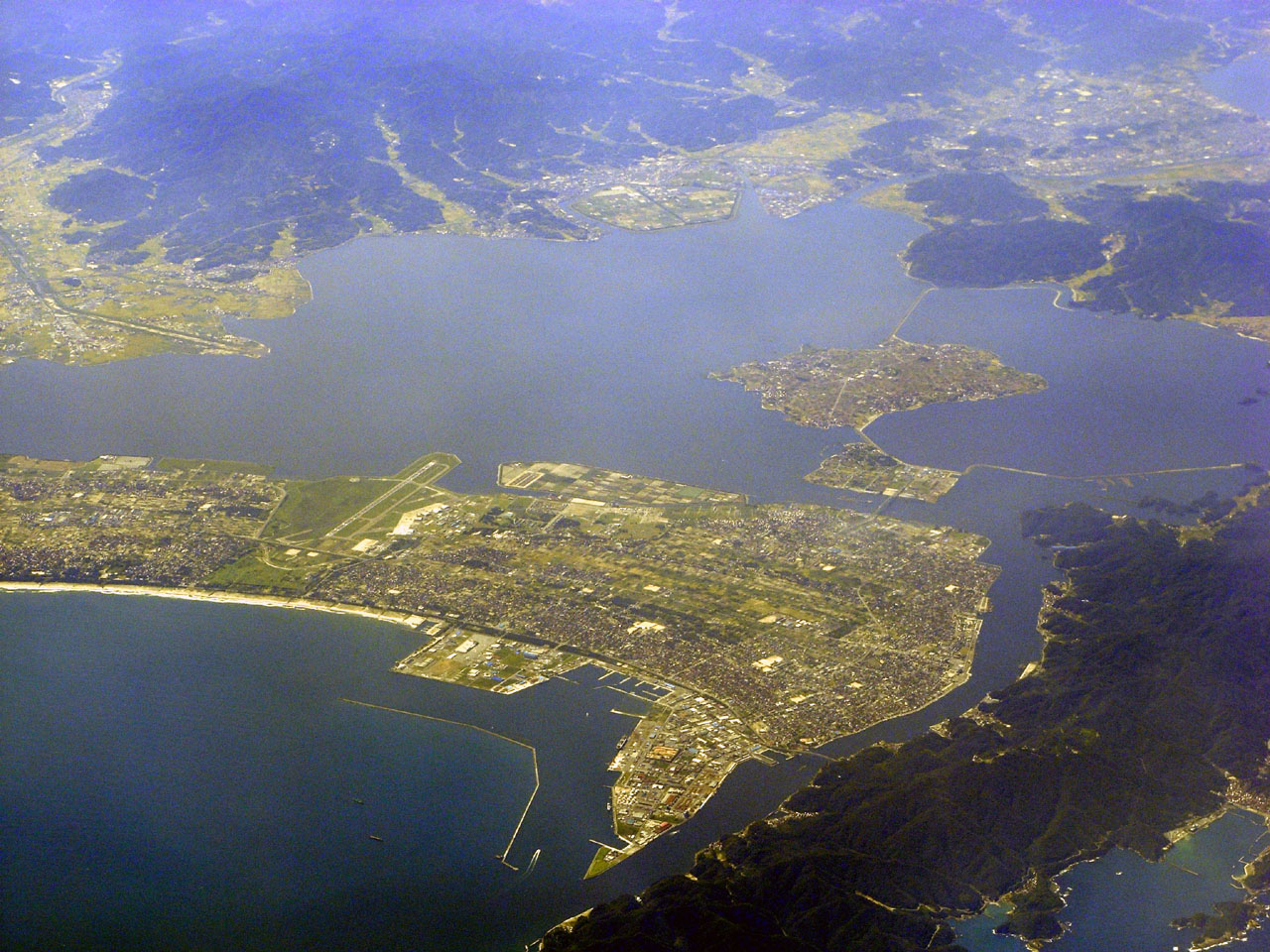
弓ヶ浜半島の空撮写真。写真下部の中央が境港、写真の中央やや左に見える滑走路は米子空港で、この付近が境港市と米子市との行政境界である。なお、写真の下部の緑色が目立つ場所は島根半島で、奥に見える島は大根島である。

弓ヶ浜半島は鳥取県西端部から北西に向かって細長く延びた、美保湾と中海を分ける全長約17 km、幅約4 kmの半島である。中国山地から弓ヶ浜半島の付け根へと流れ、日本海へと注ぐ日野川が、上流から土砂を運搬してきた土砂と、付近の潮流の影響によって、砂洲が形成された。ただし、弓ヶ浜半島の全体が単なる砂洲ではなく、砂洲の部分は主に日本海側の部分であって、中海側は純粋な砂洲ではない。それでも、半島は全体的に標高が低くなだらかで、山がほとんど存在しない。海岸部は、埋め立てや干拓や護岸による人工海岸が目立つものの、半島の付け根に近い部分の日本海側には連続した砂浜が残っており、弓ヶ浜海岸や夜見ヶ浜と呼ばれる。
弓ヶ浜半島の先端部は境水道を隔てて島根半島と相対し、美保湾から中海北部にかけて境港（さかいこう）の港域となっている。境水道に面した台場公園の付近には、検潮所も設置されている。中海側は比較的波が穏やかであり、海岸部には貯木場も設けられている。

## 形成
内浜は6000から3000年前頃、中浜は3000年から2000年前頃、外浜は1000から100年前頃、それぞれ形成されたとする研究がある。

## 産業
弓ヶ浜半島には、根本側に米子市、先端部に境港市が位置する。ただし、米子市は半島以外にも市域が広がっている。

### 漁業
境漁港を中心として、漁業が盛んである。

### 農業
日野川から水を引き、半島の中を流れる人工河川の米川による灌漑で、約2000ヘクタールの農地が耕作されている。ただし、半島の付け根付近は水田稲作が目立つ一方で、半島の先端に向けて次第に畑作地帯へと遷移し始め、完全なる畑作地帯へと変化する。そんな弓ヶ浜半島で目立つ作物として、ナガネギが挙げられ、一時期に比べれば栽培作物の多角化が進んだ分だけナガネギの割合が低下したものの、鳥取県産のナガネギの大部分を弓ヶ浜半島で栽培しており「米子白葱」の名を持つ。
この他に、かつて盛んだった綿花栽培を復活させるべく「伯州綿」も2008年以降、境港市が耕作放棄地などを活用した復活プロジェクトに取り組んでいる。

### 観光業

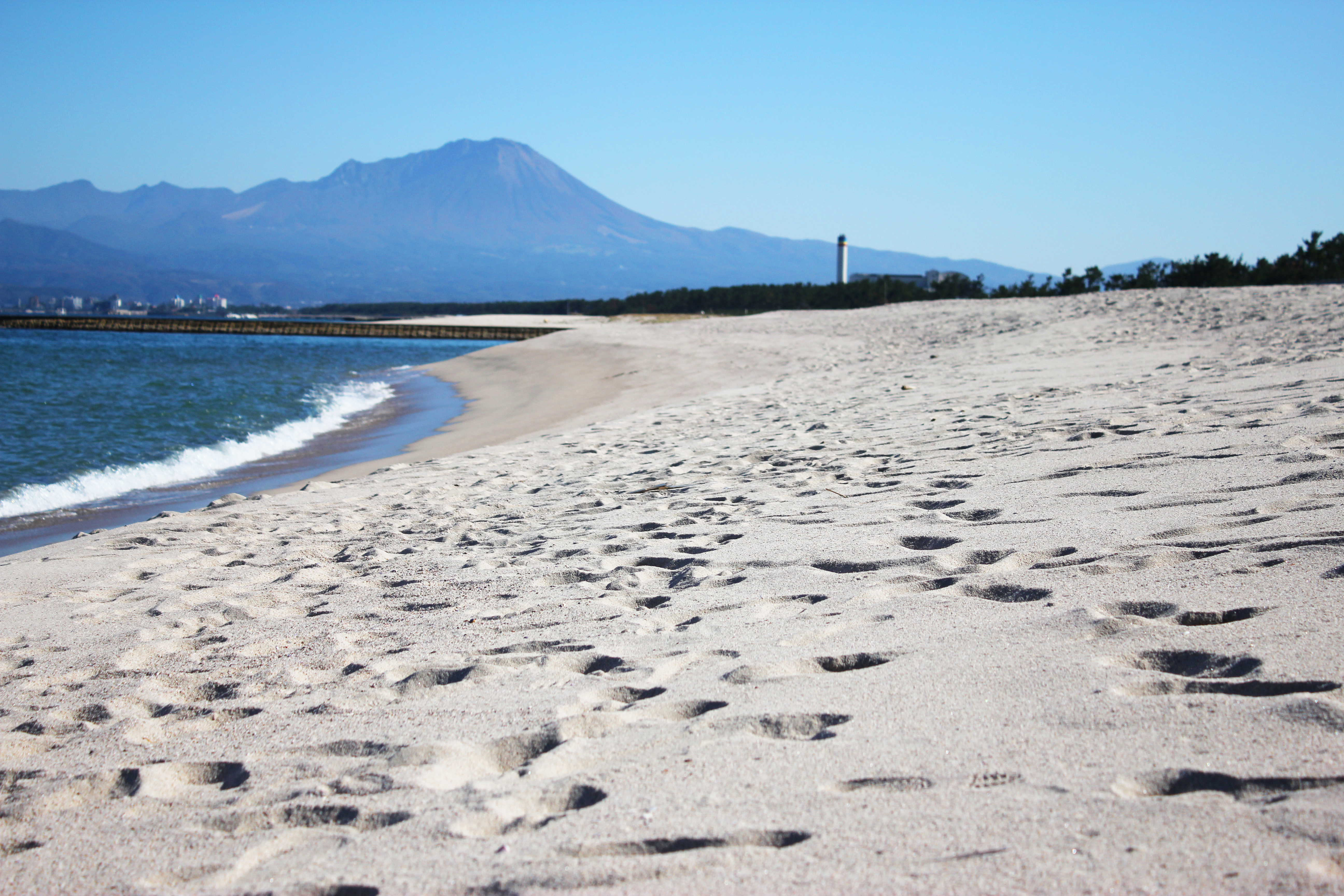
半島の東岸の弓ヶ浜海岸。鳥取県米子市。

弓ヶ浜半島には境線が敷設されているが、この区間は山陰地方で最初に鉄道が開通した区間でもある。また、境港市が水木しげるの出身地であることから、境線では特殊なラッピング列車が運行されているほか、各駅には愛称名として妖怪の名前が当てられている。境港駅前からは水木しげるロードが延び、境港市役所で住民票の写しを取得するとゲゲゲの鬼太郎のキャラクターが描かれたものが発行されるほか、水木ロード郵便局では特殊な消印を用いているなど、官民をあげて様々な取り組みが行われている。加えて、境港市と米子市との行政境界付近に位置する米子空港には「米子鬼太郎空港」の愛称も追加された。
一方の米子市側の日本海側には皆生温泉を擁する。なお、皆生温泉の泉質は塩化物泉である。2015年現在の鳥取県内の温泉の合計湧出量は約20 (kl/分)だが、2015年現在、皆生温泉だけで約5.7 (kl/分)が湧出している。つまり、鳥取県内で湧出する温泉水の約4分の1が、この場所で湧出していることを意味する。皆生温泉付近の海岸は、皆生温泉海遊ビーチとして開放されている。ただし、この付近は1985年に完成した離岸堤によって、辛うじて海岸浸食を防いでいる状況にある。
また、日本海側に沿うように国道431号が半島の先へと通されており、弓ヶ浜の部分には、弓ヶ浜展望パーキングエリアも設けられている。この弓ヶ浜には防風林としてマツが植樹され、松原が海岸に沿うようにして広がっており、日本の白砂青松100選に選定された。なお、米子市側の中海側には、米子城の跡や米子水鳥公園などが有る。

## 歴史
『出雲国風土記』に「伯耆の国郡内の夜見の嶋」とあることから、古くは島であったと考えられている。その後、日野川が運搬してきた土砂が堆積した結果、半島が形成された。ただ、1398年（応永5年）に成立した『大山寺縁起絵巻』には弓ヶ浜半島が描かれているため、すでに平安時代には半島が形成されていたと言われている。
半島北部に位置する境と外江の周辺は、古くから水上交易の重要な寄港地の1つであった。戦国時代には戦略的に重要な水軍の拠点とされ、尼子氏や毛利氏などによって、ここを争奪する戦いが相次いで行われた。1471年（文明3年）8月には境松合戦、1563年（永禄6年）11月には弓浜合戦 (浜目合戦)などが起こった。その後は毛利氏の支配下に置かれ、吉川氏の管掌下にあった。江戸時代に入ると隣接する美保関と共に北前船などの寄港地として栄え、漁業も盛んであった。
半島として陸続きになったことで農業が行われるようになったものの、農業用水の確保が難しかったため、旱魃時の被害が大きかった。これを克服するために、1700年に米村所平の提案に基づき、鳥取藩によって車尾村大字観音寺戸上から弓ヶ浜半島への水路開削が開始された。3段階に亘って行われた用水路の拡張工事により、1759年には先端の境港まで延長され、提案者である米村の1文字をとって「米川（よねがわ）」と命名された。水田のみならず、木綿の産地として成長し、木綿は藩を代表する特産物となって「伯州綿」（伯耆の木綿）と呼ばれ、弓浜絣が発達した。このほか麦や藍、甘藷などが栽培された。明治20年代になると、外国産の安い木綿が輸入され、弓ヶ浜半島での綿作りは衰退し始めた。綿に代わって栽培されたのは桑の木で、養蚕が主体となった。しかし、養蚕も第2次世界大戦の影響で、弓ヶ浜半島では終焉を迎えた。
半島の付け根の皆生温泉は、海底に湧出していた温泉だったが、日野川の運搬する土砂の堆積により、20世紀初頭には比較的利用し易い場所に泉源を求められるようになったため、20世紀に入ってから開湯された。しかし、その後、激しい海岸侵食が発生し、温泉施設の一部も侵食によって破壊された。また、20世紀最後の年に発生した鳥取県西部地震では弓ヶ浜半島の沿岸部の埋め立て地で液状化現象が多発した。これに対して、弓ヶ浜半島の内陸部で液状化現象が発生した箇所は限られたものの、例外として、かつて砂を採取していた場所を埋め戻して住宅地として造成した場所だけ、この鳥取県西部地震の際に液状化の被害を局地的に受けた。

### 夜見ケ浜人
1969年、境港市の工事現場で発見された人の左顎の一部とみられる古い骨について（出土層は新石器時代以降）、1970年、早稲田大教授の直良信夫は「5万～2万年前の後期旧石器時代の女性」の骨と発表し、古い地名にちなんで「夜見ケ浜人」と名付けられた。直良の死去後、所在不明となっていたが、2024年に早稲田大の研究室で見つかった。確かに後期旧石器時代の人間の化石骨かどうか、鑑定結果が待たれている。